# Junglinster
Junglinster (luxemburguès Jonglënster) és una comuna i vila a l'est de Luxemburg, que forma part del cantó de Grevenmacher. Comprèn les viles de Junglinster, Altlinster, Beidweiler, Bourglinster, Eisenborn, Eschweiler, Godbrange, Gonderange, Graulinster, Imbringen, i Rodenbourg.

## Població
| Nacionalitat   | Població | %      |
| -------------- | -------- | ------ |
| luxemburguesos | 4.025    | 69,96% |
| Forasters      | 1.728    | 30,04% |
| - portuguesos  | 326      | 5,67%  |
| - francesos    | 197      | 3,42%  |
| - italians     | 104      | 1,81%  |
| - belgues      | 220      | 3,82%  |
| - alemanys     | 220      | 3,82%  |
| - iugoslaus    | 93       | 1,62%  |
| - altres       | 568      | 9,87%  |

## Evolució demogràfica
| Any        | Població |
| ---------- | -------- |
| 15/02/2001 | 5.753    |
| 01/01/2002 | 5.813    |
| 01/01/2003 | 5.837    |
| 01/01/2004 | 5.859    |
| 01/01/2005 | 5.911    |